# Delia Steinberg Guzmán
Delia Steinberg Guzmán foi uma filósofa, música e escritora argentina e Presidente Internacional da Organização Internacional Nova Acrópole de Filosofía, Cultura e Voluntariado desde 1991. Nasceu em Buenos Aires, Argentina no dia 7 de janeiro de 1943, obteve a nacionalidade espanhola em 1975. Foi premiada pela Academia Francesa com o prêmio da Cruz de París em Artes, Ciências e Letras. Faleceu em 15 de agosto de 2023.

## Biografia
Desde criança, Delia Steinberg recebeu educação musical, chegando a formar-se como Professora de Piano e Composição pelo Conservatório Nacional de Música de Buenos Aires com apenas 17 anos de idade. Chegou a estudar com a pianista Argentina Flora Nudelman, que entre outras, foi aluna de Jorge Lalewicz discípulo de Anatole Liadov e Nikolái Rimski-Kórsakov e também do mestre Ruso Hubert Brandenburg.
Completou seus estudos formando-se em Filosofia pela Universidade de Buenos Aires. E além disso, complementariamente, se especializou em Arqueología, História e também cursou Ciências Exatas, Jornalismo e Publicidade.
Em 1972, se tornou diretora da Nova Acrópole na Espanha. E posteriormente, em 1991, passou a ser presidente Internacional da Organização, que estava a cargo do primeiro diretor internacional e fundador Jorge Ángel Livraga Rizzi.
Em 1982 lançou o Concurso de Piano Nova Acrópole, que se comemora anualmente em Madri (Espanha). O nome do concurso mudou em 2008, levando seu mesmo nome (Concurso Internacional de Piano Delia Steinberg). Este concurso forma parte da Alink-Argerich Foundation (AAF), promovido pela pianista Martha Argerich, desde dezembro de 2007. O concurso atualmente tem um enorme prestígio devido o altíssimo nível técnico e artístico dos participantes.
Em 1988 fundou o Instituto Musical Tristán com a finalidade de compartilhar o estudo de música.
Dirigiu a revista "Caderno de Cultura" desde 1974. Em 2000 passou a dirigir outra revista chamada "Esfinge", revista de divulgação filosófica, com tiragem em Madri (Espanha) e com patrocínio da Nova Acrópole.

## Obras
- Los Juegos de Maya (Madri, 1980) (Os Jogos da Maya)
- Hoy ví... (Madri, 1983)
- Me dijeron que... (Madri, 1984) (Disseram-me que...)
- El Héroe Cotidiano. Reflexiones de un Filósofo (Madri, 1996) (O herói cotidiano)
- Peligros del racismo. Reflexiones acerca del problema del racismo y alternativas filosóficas para erradicarlo (com vários autores) (Madrid, 1997)[6]
- Colección: Perlas de Sabiduría (Madrid, 1ª ed. enero de 2002)
  - El Carácter según los Astros[7]
  - La Vida después de la Muerte[8]
  - Las Edades Esotéricas del Hombre[9]
  - Cómo se plasman los Sueños[10]
  - El Alma de la Mujer[11]
  - Libertad, Inexorabilidad[12]
  - Recuerdos y reminiscencias[13]
  - Esoterismo Práctico[14]
- Para conocerse mejor (Madrid, 2004)[15]
- Filosofía para vivir (Madrid, 2005)[16]
- ¿Qué hacemos con el corazón y la mente? (Madrid, 2005)[17]
- El ideal de los Templarios (2015)[18][19]